# Etigaddapalli, Bagepalli
Etigaddapalli là một làng thuộc tehsil Bagepalli, huyện Kolar, bang Karnataka, Ấn Độ.